# Монхе, Марио
Марио Монхе Молина (исп. Mario Monje Molina, 29 марта 1929 — 15 января 2019) — боливийский политический деятель, коммунист. С 1954 по 1967 год — первый секретарь Коммунистической партии Боливии.

## Биография
Родился в крестьянской семье, по профессии учитель. В 1950 г. был одним из основателей Коммунистической партии Боливии. В апреле 1952 года принял активное участие в народном восстании, приведшем к государственному перевороту. В 1954 году был избран первым секретарем ЦК Компартии Боливии. Неоднократно подвергался арестам. В 1956 году присутствовал на XX съезде КПСС. Во время раскола в коммунистическом движении встал на советскую сторону и сыграл важную роль в противодействии усилению влияния прокитайских группировок в Боливии.

### Партизанская война в Боливии
В мае 1966 года в Гаване, Фидель Кастро сказал Монхе: «Один общий друг — ты его знаешь — хотел бы вернуться на родину. Никто не сомневается в его качествах настоящего революционера. Мы полагаем: самый лучший путь для него проходит через твою страну. Очень прошу тебя помочь ему». Монхе ответил: «Я готов помочь и гарантирую его прохождение» Тогда же Фидель спросил: «Сколько человек ты думаешь послать с ним? Если ты и твоя партия сочтете стоящим, они могли бы последовать за ним дальше с целью набраться опыта. Если нет, то только до границы». Монхе ответил: «Могу отобрать трёх или четырёх коммунистов, готовых на всё. С тем условием, что, если они сами пожелают и если руководство партии это одобрит. Тогда они будут сопровождать нашего друга до границы с его страной». Позже Монхе отмечал, что «сразу понял, что речь идёт о Че Геваре, и согласился. Никакой другой договоренности между нами не было. Потом Фидель Кастро не раз ссылался на нашу договоренность, но не прояснял до конца, какой она была. Более того, он сказал мне тогда, что кубинцы готовы помочь нам в том, в чём мы считаем нужным, но без вмешательства. В общем, главной моей задачей в то время было обеспечить проезд Че в Аргентину через Боливию».
В августе в Боливии, близ Ньянкауасу была приобретена ферма «Каламина», ставшая позже лагерем партизанского движения. 23 октября 1966 года Эрнесто Че Гевара покинул Кубу. 7 ноября он прибыл в Ньянкауасу.
В начале декабря 1966 года Марио Монхе, его помощник Хорхе Колье и лидер боливийского рабочего движения Хуан Лечин прибыли на Кубу. В разговоре, Фидель Кастро объяснил им, как можно помочь Че, и они обещали Кастро выполнить его просьбу.
31 декабря около 10 часов утра, лагерь «Каламина» прибыл Марио Монхе, его сопровождали Таня, Рикардо и боливиец по кличке Пандивино, оставшийся в отряде Че в качестве добровольца. Весь день и всю ночь Че вел с Монхе переговоры. «Ты выбрал для партизанской войны зону, где никто не встанет на твою сторону. Ты совсем не знаешь здешних крестьян. Они не пойдут за чужестранцами», — сказал Марио Монхе. «Ты уверен, что нас всех перестреляют?» — спросил Че. «Убеждён в этом. Та армия, которую ты считаешь никчемной, разобьёт вас» — ответил Монхе.
В своём дневнике Че Гевара задокументировал разговор:
Декабрь 1966. 31-е.
В 7 часов 30 минут пришёл врач и сказал, что появился Монхе. Я пошёл туда с Инти, Тумой, Урбано и Артуро. Встреча была сердечной, но натянутой, в воздухе висел вопрос: «Что ты хочешь?» (Проблемы, возникающие с Монхе, могут быть сведены к следующему):
1. Он откажется от руководства партией и добьется от неё по меньшей мере нейтралитета, и некоторые члены выйдут из её рядов, чтобы присоединиться к борьбе.
2. Военно-политическое руководство борьбой будет принадлежать ему, пока революция будет разворачиваться в боливийских условиях.
3. Он должен установить отношения с другими южноамериканскими партиями, стараясь убедить их стать на позиции поддержки освободительных движений.

Я ответил ему, что первый пункт зависел от него как секретаря партии, хотя я и считаю его позицию ошибочной. Она колеблющаяся, вся из компромиссов и старается оправдать для истории роль тех, кого надо заклеймить за предательскую позицию. Время покажет, что я прав.
По третьему пункту я не был против, чтобы он постарался сделать это, но все было обречено на неудачу.
Что касается второго пункта, то я не мог никоим образом согласиться с ним. Военным руководителем буду я и не потерплю никакой двусмысленности.
Январь 1967. 1-е.

Утром, не вступая со мной в спор, Монхе дал мне знать, что уходит и объявит о своем выходе из руководства партии. По его мнению, миссия закончилась. Ушел он с таким видом, будто идёт на эшафот. У меня ощущение, что, узнав от Коко о моей решимости не уступать в стратегических вопросах, он воспользовался этим для ускорения разрыва, так как его доводы несостоятельны. После обеда я собрал всех и объяснил поведение Монхе.
8 и 10 января Пленум Центрального комитета КПБ, собравшийся в Ла-Пасе, ратифицирует позиции, принятые Монхе. Это означает, что Че оказывается без тыловой поддержки коммунистов.
Монхе вспоминал, что после окончания разговора: «там было несколько боливийцев, которым я сказал: „Есть две линии: линия партии и линия кубинцев. Выбор добровольный. Ничего за это не будет, никаких репрессивных мер. Но идя за кубинцами, вы не можете действовать от имени партии“». В дневнике, в разделе «Анализ месяца» за январь, Че Гевара так прокомментировал его поведение: «Как я это и ожидал, отношение Монхе было уклончивым вначале и предательским потом».
Однако, руководство Коммунистической партии Боливии, хотя и не брало на себя ответственность за организацию партизанского движения, разрешило своим членам вступать в отряд, а в публичных выступлениях ратовало за поддержку партизанского движения. 28 марта 1967 года начались военные действия Армии национального освобождения Боливии, партизанского отряда, возглавляемого Че. В заявлении КПБ от 30 марта 1967 года говорилось, что:
Коммунистическая партия Боливии, которая постоянно вела борьбу против политики предательства национальных интересов, предупреждала, что эта политика повлечет за собой события, которые трудно предвидеть. Сейчас она отмечает, что начавшаяся партизанская борьба — это лишь одно из следствий такой политики, одна из форм ответа правительству.
Коммунистическая партия, таким образом, заявляет о своей солидарности с борьбой патриотов-партизан. Самое позитивное здесь, несомненно, то, что эта борьба может выявить лучший путь, по которому должны следовать боливийцы, чтобы добиться революционной победы.
В таком же плане высказался Хорхе Колье Куэто, сменивший в 1968 году Монхе на посту первого секретаря ЦК КПБ. В беседе с боливийским журналистом Рубеном Васкесом Диасом вскоре после начала военных действий в районе реки Ньянкауасу он заявил: «Наше отношение к партизанскому движению можно сформулировать следующим образом: солидарность и поддержка во всем, чем только партия может помочь и поддержать его».
9 октября 1967 года, в результате совместной операции ЦРУ США и боливийских военных 17 партизан были окружены в ущелье Эль-Юро. Че был ранен в ногу, попал в плен и был убит лейтенантом Марио Терано. Его тело было привязано к полозьям вертолёта и доставлено в Вильягранде, обмыто и выставлено в прачечной госпиталя, а затем похоронено под взлетно-посадочной полосой аэропорта Вильегранде. В гибели партизанского отряда Че в Боливии Фидель Кастро обвинил в первую очередь Марио Монхе.

### Последующая жизнь
После разгрома герильи и убийства Че Гевары был выслан из Боливии. Уехал в СССР и получил гражданство, длительное время работал в Институте Латинской Америки Академии наук. Скончался 15 января 2019 года в Москве от пневмонии.